# Шамуйак
Шамуйа́к (фр. Chamouillac) — коммуна во Франции, находится в регионе Пуату — Шаранта. Департамент коммуны — Шаранта Приморская. Входит в состав кантона Монтандр. Округ коммуны — Жонзак.
Код INSEE коммуны — 17081.

## Население
Население коммуны на 2010 год составляло 336 человек.
| 1962 | 1968 | 1975 | 1982 | 1990 | 1999 | 2010 |
| ---- | ---- | ---- | ---- | ---- | ---- | ---- |
| 412  | 338  | 288  | 303  | 316  | 324  | 336  |